# Macizo Vinson
El macizo Vinson (/ˈvɪnsən/) es la montaña más alta de la Antártida. Se encuentra en la cordillera Sentinel. Fue descubierta en 1966 por Nicholas Clinch y su equipo. El macizo tiene unos 21 km de largo y 13 km de ancho. Se encuentra en un sector que solo ha sido reclamado por Chile como parte del Territorio Chileno Antártico. Con una prominencia de 4892 m, que es la montaña más prominente de la Antártida.
La cordillera Sentinel de las montañas Ellsworth está situada sobre la barrera de hielo Ronne cerca de la base de la península Antártica. El extremo meridional del macizo lo corona el monte Craddock (4650 m s. n. m.).
El Monte Vinson es el pico más alto de la Antártida, con una altura de 4892 metros (16 050 pies). Se encuentra en la parte norte de la meseta de la cumbre del macizo Vinson, en la porción sur de la cresta principal de la cordillera Sentinel, a unos 2 kilómetros (1,2 mi) al norte del Pico Hollister. Fue escalado por primera vez en 1966 por un equipo estadounidense dirigido por Nicholas Clinch. Una expedición en 2001 fue la primera en escalar por la ruta oriental, y también tomó mediciones de GPS de la altura del pico. A partir de febrero de 2010, 1400 escaladores han intentado alcanzar la cumbre del monte Vinson. El monte Vinson ocupa el sexto lugar por aislamiento topográfico.

## Geografía
El Macizo Vinson se extiende entre el Collado Goodge y el Glaciar Branscomb al noroeste, el Glaciar Nimitz y el Glaciar Gildea al suroeste y al sur, y el Glaciar Dater y su afluente Glaciar Hinkley al este.  La parte sureste del macizo termina en el col Hammer, que lo une al macizo Craddock, cuyo punto más alto es el Monte Rutford (4477 metros (14 688 pies)). El macizo comprende tanto la alta Meseta de Vinson central, con sus pocos picos que se elevan a más de 4700 metros (15 419,9 pies), como varias crestas laterales que en su mayoría se dirigen al suroeste o al noreste de la meseta.
La altura actual (4892 metros (16 050 pies)) del monte Vinson se midió mediante un estudio con GPS que realizó el equipo de la Fundación Omega en 2004, compuesto por Damien Gildea de Australia (líder) y Rodrigo Fica y Camilo Rada de Chile. Desde 1998 y hasta 2007, la Fundación Omega ha colocado un receptor GPS en la cumbre durante un periodo de tiempo adecuado para obtener lecturas precisas por satélite.

## Geología
Los estratos de gran inclinación conocidos como el Grupo Crashsite forman el Macizo de Vinson. Está formado por 3000 m de rocas marinas de aguas poco profundas, de cuarzoosa areniscas (cuarcitas) y argilitas rocas muy cristalinas duras que le permiten resistir la erosión relativamente bien. Estas rocas forman una capa de 2600 a 3400 metros de espesor que data del Cámbrico al Devónico y que se conoce como el Grupo Crashita. Estas cuarcitas forman parte de la formación Howard Nunataks, que constituye la parte occidental del macizo, la formación Mount Liptak, que constituye la parte central, incluido el monte Vinson, y el extremo oriental del macizo, y la formación Mount Wyatt Earp, que constituye la parte oriental del macizo. Estas formaciones tienen aproximadamente entre 146 y 177 millones de años.
En orden ascendente, el Grupo Crashsite se subdivide en la Formación Howard Nunataks (1,63 metros (5,3 pies)), la Formación Mount Liptak (1070m), y la Formación Mount Wyatt Earp (300m). Los lechos resistentes a la erosión y muy inclinados de la Formación Monte Wyatt Earp comprenden la cresta del Macizo de Vinson, incluyendo el Monte Vinson. Los estratos fuertemente inclinados del Grupo Crashsite forman parte de la extremidad occidental de un importante sinclinal que forma el núcleo de la Cordillera Sentinel dentro de las Montañas Ellsworth. La formación Mount Wyatt Earp contiene fósiles del Devónico. Los lechos de transición en la base del Grupo Crashsite contienen trilobites de finales del Cámbrico. Las partes inferiores del Grupo Crashsite probablemente incluyen estratos del Ordovícico y del Silúrico.

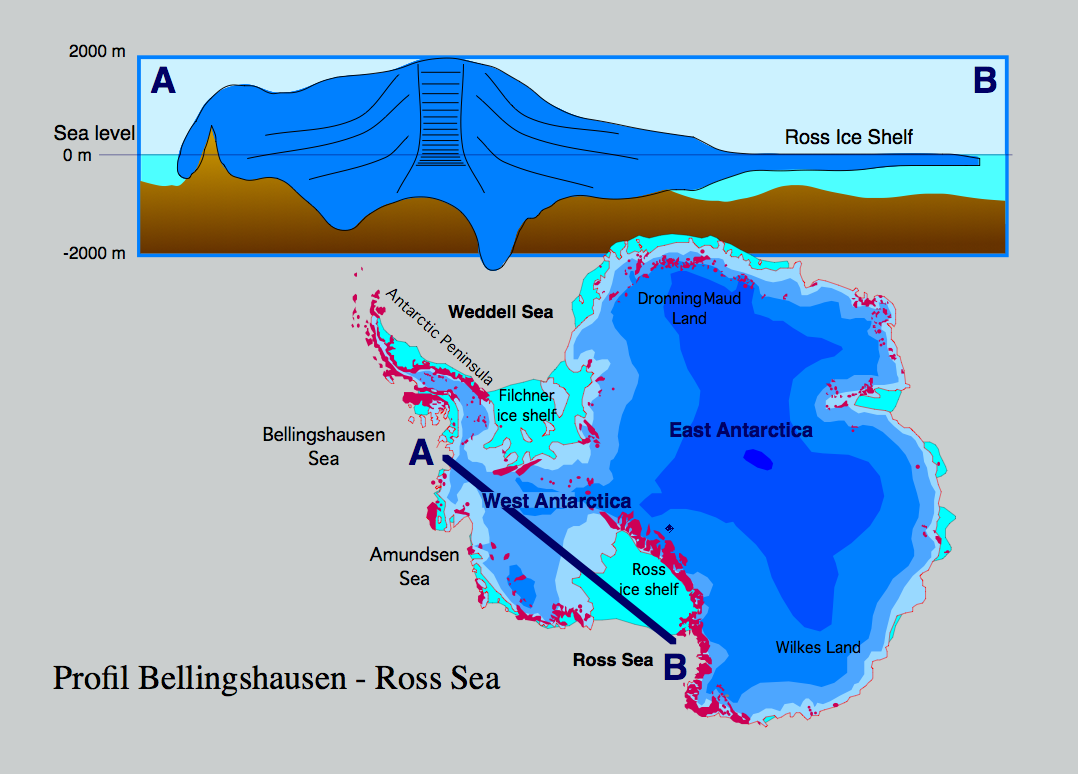
Sección transversal general de la Antártida que permite comprender mejor la singularidad de este continente.

 Tras la ruptura de Gondwana que condujo a la separación de Antártida de Sudamérica y África, El bloque de montañas Ellsworth-Whitmore se elevó a principios del Cretácico al mismo tiempo que se abría el Mar de Weddell. Este levantamiento estuvo acompañado de una fuerte erosión que provocó la ablación del terreno en un espesor de más de cuatro kilómetros. A comienzos del Terciario, la cordillera habría sufrido otro episodio de elevación que habría afectado con más fuerza a la parte occidental de las montañas, elevándolas casi tres kilómetros. Posteriormente, los actuales valles se formaron por erosión fluvial y luego sufrieron el desgaste por glaciares hasta nuestros días debido al clima global y a la deriva continental que arrastró a la Antártida hacia el Polo Sur.

## Clima y glaciares
El clima en el monte Vinson está generalmente controlado por el sistema de alta presión del casquete polar, creando condiciones predominantemente estables pero, como en cualquier clima polar, los fuertes vientos y las nevadas son una posibilidad. Aunque las nevadas anuales en el monte Vinson son escasas, los vientos fuertes pueden provocar en el campo base acumulaciones de hasta 46 centímetros (18,1 plg) en un año. Durante la estación estival, de noviembre a enero, hay 24 horas de luz solar. Aunque la temperatura media durante estos meses es de −30 grados Celsius (−20 °F), el intenso sol derrite la nieve sobre objetos oscuros.[cita requerida]
A lo largo de los sucesivos años, la limitada cantidad de nieve que cae sobre el macizo de Vinson se compacta y se transforma en hielo, formando glaciares. Estos glaciares siguen la topografía y fluyen por los valles de la montaña. El glaciar más alto ocupa el Jacobsen Valley en la cara norte del monte Vinson, y desemboca en el Branscomb Glacier al oeste o en el Crosswell Glacier al este. El glaciar Crosswell desemboca en el torrente de hielo Rutford a través del glaciar Ellen. La cara sur del monte Vinson está drenada por el glaciar Roché, que desemboca hacia el oeste en el glaciar Branscomb, saliendo este último del macizo Vinson para unirse al glaciar Nimitz.

## Fauna y flora
Debido al clima polar presente en la Antártida, la vida sólo puede prosperar realmente en el 2% de la tierra libre de hielo situada en su mayor parte en la costa. Sin embargo, se han encontrado líquenes a menos de 400 kilómetros del Polo Sur, lo que no descarta su existencia en las rocas expuestas del macizo de Vinson. La fauna, en cambio, está completamente ausente, ya que el animal encontrado más al sur es un acarien recuperado a 85° latitud sur.

## Historia
La existencia del macizo no se sospechó hasta 1957, cuando fue notificado en un vuelo de la Armada de los Estados Unidos. Más tarde se llamó al macizo Carl Vinson, en honor al congresista de Georgia que fue firme partidario de la financiación de la investigación antártica.
En 1963 el Club Alpino Estadounidense comenzó a hacer campaña ante la Fundación Nacional para la Ciencia para apoyar una expedición para subir el Vinson, en parte para prevenir los esfuerzos de Woodrow Wilson Sayre, quien se había creado una reputación de viajes problemáticos (en este caso la preocupación era que una expedición privada en caso de problemas requeriría un dificultoso y peligroso rescate). El Club Alpino consiguió finalmente el permiso en 1966, y con la ayuda de la armada, que aerotransportó a los escaladores hasta la cordillera Sentinel en un Hércules C-130 equipado con esquíes para aterrizajes en la nieve, un grupo de cuatro escaladores liderados por Nicholas B. Clinch alcanzaron la cima el 18 de diciembre de 1966.
En el verano de 1982-1983 el explorador Alejo Contreras Staeding es el primer chileno (y sudamericano) en conquistar la cima del monte.
La ascensión del Vinson conlleva una dificultad técnica pequeña más allá de los peligros habituales de un viaje en la Antártida, y como una de las Siete Cumbres, ha recibido recientemente mucha atención de escaladores de todo el mundo; entre los años 1985 y 2000, la empresa Adventure Network International (la única entidad que organiza expediciones privadas al Vinson) ha guiado a más de 450 escaladores hasta la cima.

## Primera ascensión por este
Mientas que la mayor parte de las primeras ascensiones a esta cumbre se habían realizado por la cara oeste desde el glaciar Branscomb, la primera ascensión por la cara este se llevó a cabo con éxito por un equipo de 8 personas en enero de 2001 patrocinado por la serie televisiva Nova dedicada a la divulgación científica en la televisión pública estadounidense (PBS). El equipo estaba compuesto por:
- Conrad Anker - Líder de la expedición
- Jon Krakauer - Montañero y escritor
- Dave Hahn - Guía de montaña con 19 ascensiones desde el establecimiento de la ruta
- Andrew Mclean - Esquiador extremo
- Dan Stone - Glaciólogo
- Lisel Clark - Productora (quien se convirtió en la primera mujer en ascender este monte desde la cara este)
- John Armstrong - Camarógrafo
- Rob Raker - Ayudante de cámara y grabación de sonido

El equipo no solo culminó la primera ascensión por la cara este sino que realizó experimentos científicos acerca de la acumulación de nieve a diferentes alturas asimismo también realizó la primera medición con GPS directamente desde la cima.
También lograron el primer aterrizaje en un avión Twin Otter sobre lo alto del glaciar Dater en las laderas del este del macizo Vinson.
Nova tituló la producción Montaña de hielo, que fue emitido por primera vez en febrero de 2003.

### Ascensos posteriores

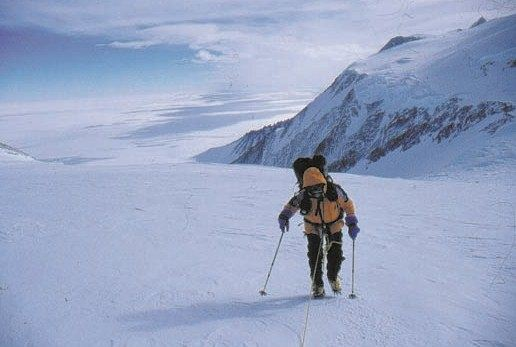
Gavin Bate ascendiendo el monte Vinson en 2000

La ascensión al Vinson ofrece poca dificultad técnica más allá de los peligros habituales de los viajes en la Antártida, y como una de las Siete Cumbres, ha recibido mucha atención de escaladores bien financiados en los últimos años.Múltiples compañías de guías ofrecen expediciones guiadas al monte Vinson, a un coste típico de alrededor de US$45 000 por persona, incluyendo el transporte a la Antártida desde Chile. 

## Mapas
- Macizo Vinson.  Mapa topográfico escala 1:250 000.  Reston, Virginia: US Geological Survey, 1988.
- D. Gildea and C. Rada.  Macizo Vinson y cordillera Sentinel.  Mapa topográfico escala 1:50 000.  Omega Foundation, 2007.
- Antarctic Digital Database (ADD). Mapa topográfico de la Antártida escala 1:250000. Scientific Committee on Antarctic Research (SCAR). Desde 1993, actualizado frecuentemente.